# Antoine-François de Bliterswyck de Montcley

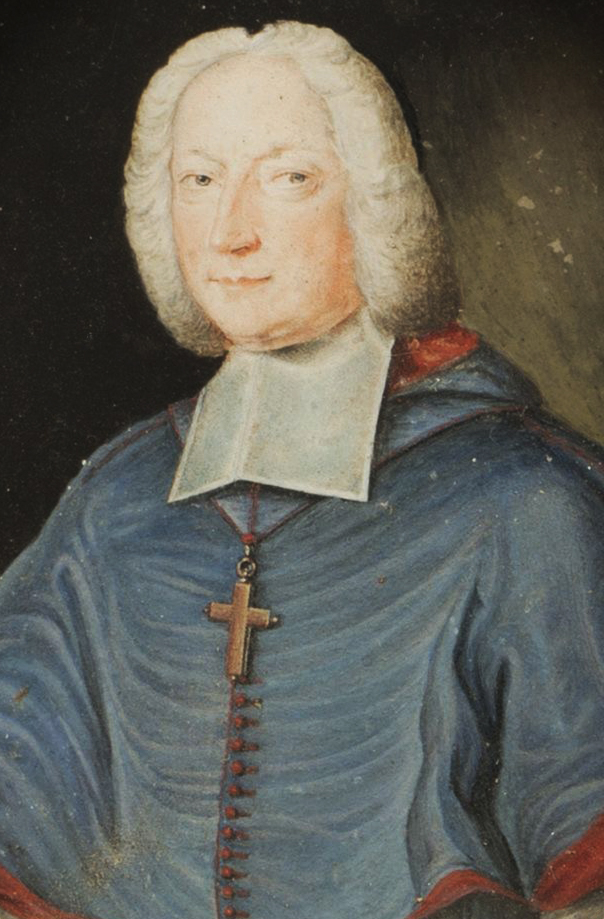

Antoine-François de Bliterswyck de Montcley (eind 17e eeuw – Besançon, 12 november 1734) was meerdere jaren bisschop van Autun (1721-1732), in het hertogdom Bourgondië (koninkrijk Frankrijk). Pas in 1724 ontving hij de bisschopswijding. Later werd hij bevorderd tot prins-aartsbisschop van Besançon (1732-1734) in het graafschap Bourgondië (ook koninkrijk Frankrijk).
Hij was tevens titelvoerend abt van de cisterciënzerabdij van Charlieu nabij Roanne. Het LWL-Landesmuseum für Kunst und Kulturgeschichte in Münster (Westfalen) bezit een portret van hem.